# Top of the Pops
Top of the Pops er et britisk musik-tv-show, der bliver vist hver uge på BBC siden 1964, og med mere end 2000 programmer er det verdens længstkørende ugentlige musik-show på tv. Programmets koncept er solgt til mere end 100 lande. Hver program består af en halv time med live-optrædende pop-kunstnere fra den britiske hitliste.
Det første program blev vist nytårsaften 1964 og blev optaget i en ombygget kirke i Manchester med radio-dj Jimmy Savile som vært. Programmet åbnede med Rolling Stones, der spillede nummeret "I Wanna Be Your Man", og sluttede af med The Beatles, der spillede I Want to Hold Your Hand", der lå nummer ét på ugens hitliste. The Beatles måtte dog optage deres nummer i forvejen, da BBC frygtede, at en liveoptræden ville tiltrække så mange fans, at trafikken i Manchester ville blive blokeret. 
BBC havde kun bundet sig til seks programmer, men Top of the Pops blev hurtigt en kæmpe succes og programmet fik fast sendetid hver torsdag (indtil 1996, hvor det blev flyttet til fredag).
I programmets storhedstid i 1970'erne havde programmet 15 millioner seere hver uge, og mange af popmusikkens legender har fået sat skub i deres karriere ved at optræde i programmet, og en optræden var næsten en garanti for at få sin sang på hitlisten. Jimi Hendrix havde en af sine første tv-optrædener i Top of the Pops, ligesom programmet så stjernepotentialet i unge talenter som Madonna, David Bowie og George Michael. Trods fingeren på pulsen hos det unge publikum, var nogle hits dog ikke stuerene nok til at blive vist på BBC. Det gjaldt for eksempel Frankie Goes to Hollywoods hit "Relax" og Sex Pistols version af "God Save the Queen".
Følgende danske artister har optrådt på Top of the Pops: DJ Duke, Aqua, Cartoons, Safri Duo, DJ Aligator, og Infernal.
Værten gennem de første 20 år, fra 1964 til 1984, Sir Jimmy Saville, blev senere anklaget af over 400 personer for seksuelle overgreb på mennesker mellem 5 og 75 år. Han døde imidlertid kort tid, inden han ellers var kommet for en domstol.